# Джавад Аллаверді
Джавад Аллаверді (перс. جواد الله‌وردی, нар. 16 липня 1954) — іранський футболіст, що грав на позиції захисника.
Виступав, зокрема, за клуб «Персеполіс», а також національну збірну Ірану.

## Клубна кар'єра
У дорослому футболі дебютував 1973 року виступами за команду клубу «Тадж».
У 1974 році перейшов до клубу «Персеполіс», за який відіграв 6 сезонів. Завершив професійну кар'єру футболіста виступами за команду «Персеполіс» у 1980 році.

## Виступи за збірну
У 1978 році дебютував в офіційних матчах у складі національної збірної Ірану. Протягом кар'єри у національній команді, яка тривала усього 1 рік, провів у формі головної команди країни 2 матчі.
У складі збірної був учасником чемпіонату світу 1978 року в Аргентині.